# نادية علي (رافعة أثقال)
نادية محمد علي (من مواليد 27 يوليو 1974)،هي رياضية بارالمبية مصرية. مثلت بلادها في احداث دورة الألعاب البارالمبية الصيفية على مدار خمسة دورات، في أعوام 2000، 2004، 2008، 2016 و2024. حيث ان في أول ثلاث مشاركات لها هناك، فازت بميدالية. كما شاركت في بطولة العالم لرفع الأثقال لذوي الاحتياجات الخاصة ست مرات، وحصلت على أربع ميداليات.

## الحياة المبكرة والتعليم
نادية علي من مواليد القاهرة، في 27 يوليو 1974. التحقت بجامعة القاهرة، و حصلت على درجة البكالوريوس في التاريخ.

## حياة مهنية
بدات نادية علي مسيرتها في رياضة رفع الأثقال في عام 1997.وفي اول ظهور لها ضمن بطولة العالم لرفع الأثقال لذوي الاحتياجات الخاصة عام 1998، حيث فازت بالميدالية الذهبية في فئة 67.5 كجم. ضمن دورة الألعاب البارالمبية الصيفية لعام 2000، فازت بالميدالية البرونزية في فئة -67.5 كجم. بعد أحرازها الميدالية البرونزية في بطولة العالم 2002، شاركت في دورة الألعاب البارالمبية الصيفية 2004، حيث فازت بالميدالية الفضية في سباق +82.5 حدث كجم، وهو إنجاز كررته بعد أربع سنوات.
فازت نادية بالميدالية الفضية في مسابقة السيدات +86 حدث كجم في بطولة العالم لرفع الأثقال IPC 2014 التي أقيمت في دبي، الإمارات العربية المتحدة. ثم تنافست في بطولة العالم لرفع الأثقال لذوي الاحتياجات الخاصة لعامي 2019 و 2021، حيث احتلت المركز الخامس في كليهما. في عام 2023، احرزت نادية في مسابقة رفع لأثقال لذوي الاحتياجات الخاصة 2023 التي أقيمت في دبي، الإمارات العربية المتحدة. في دورة الألعاب البارالمبية الصيفية 2024، فازت بالميدالية البارالمبية الرابعة لها بفوزها بالميدالية البرونزية في وزن +86 كجم .

## الحياة الشخصية
نادية أم لولدين.